# Fiat 518 Ardita
La Fiat 518, conosciuta anche come Ardita, è stata un'autovettura di classe medio-alta prodotta dalla FIAT dal 1933 al 1938.

## Il contesto
Questa vettura, più grande e “sorella maggiore” della Fiat 508 Balilla, fu presentata in varie serie. Più precisamente:
- Fiat 518 C, con telaio corto;
- Fiat 518 L, con telaio lungo;
- Fiat 518 S, versione sportiva,
- Fiat 518 Coloniale, versione militare per le colonie italiane in Africa (con varianti C ed L).

Montavano due tipi di motori:
- 1758 cm³ di cilindrata: era un motore a quattro cilindri in linea e sviluppava 40 cv di potenza a 3600 giri al minuto. Fu montato sulla 518 C e sulla 518 L[1]. Furono prodotti 7452 esemplari.
- 1944 cm³ di cilindrata: anch'esso aveva quattro cilindri in linea ed erogava 45 CV di potenza a 3600 giri al minuto. Fu montato sulla 518 C, sulla 518 Coloniale, sulla 518 L e sulla 518 S[1], nonché sull'autocarro Fiat 618.

Entrambi i propulsori avevano un carburatore singolo.
I freni erano sulle quattro ruote, mentre il freno di stazionamento era sull'albero di trasmissione. L'accensione era a batteria ed il cambio sincronizzato a quattro rapporti. Le vetture erano a trazione posteriore.

Fiat 518 Coloniale del Regio Esercito

Le varie versioni raggiungevano le seguenti velocità massime:
- 518 C (con motore da 1758 cm³): 100 km/h
- 518 C (con motore da 1944 cm³): 105 km/h
- 518 Coloniale: 85 km/h
- 518 L (con motore da 1758 cm³): 98 km/h
- 518 L (con motore da 1944 cm³): 102 km/h
- 518 S: 115 km/h

È stata commercializzata in tre versioni: berlina (due e quattro porte), cabriolet (due e quattro porte) e spider (due porte).
Un'altra vettura Fiat era conosciuta con il nome “Ardita”, la 527 (più precisamente era chiamata Ardita 2500). Era un modello con rifiniture eleganti, e montava un motore a sei cilindri in linea da 2516 cm³ di cilindrata. Fu fabbricata in 1000 esemplari.
La "518 Ardita" fu anche fabbricata all'estero e più precisamente in:
- Francia: sotto il nome di Simca-Fiat 11cv dal 1934 al 1937. Fu prodotta in 2200 esemplari;
- Polonia: Fiat-Polski 518 dal 1937 al 1939 dalla PZInż su licenza Fiat nel suo stabilimento di Varsavia[2].

In Italia furono fabbricati 8794 esemplari.